# زرین‌پوش طلایی
زرین‌پوش طلایی (نام علمی: Arctocebus aureus) نام یک گونه از سرده زرین‌پوش است.